# Horst Dreske
Horst Dreske (* 2. Februar 1934 in Hannover) ist ein ehemaliger deutscher Radsportler.
Dreske betrieb den Radrennsport als Straßenfahrer ausschließlich als Amateur. Er startete bis 1968 für den RC Schwarz-Weiß Hannover, nach einer Vereinsfusion wurde er Mitglied des Hannoverschen Radsport-Clubs von 1912.
Zu seinen größten Erfolgen auf nationaler Ebene gehören drei dritte Plätze im Mannschaftszeitfahren bei den Deutschen Straßenmeisterschaften 1955, 1961 und 1962. 1958 gewann er das Eintagesrennen Köln-Schuld-Frechen, es blieb sein einziger Sieg bei einer größeren Radsportveranstaltung. Zu seinen Starts bei internationalen Etappenrennen gehören die DDR-Rundfahrt 1956, wo er für den Landesverband Niedersachsen teilnahm und die Internationale Friedensfahrt 1958, bei der er als Mitglied der sechsköpfigen Mannschaft des Bundes Deutscher Radfahrer antrat. Bei der Friedensfahrt wurde Dreske als drittbester BDR-Fahrer 79.
Nach dem Ende seiner Laufbahn als Straßenfahrer betätigte sich Dreske als Schrittmacher bei Sechstagerennen.